# Munder
Munder – miasto w dystrykcie Paramaribo, w Surinamie. Według danych na rok 2012 miasto zamieszkiwały 17 234 osoby, a gęstość zaludnienia wyniosła 1231 os./km².

## Demografia
Ludność historyczna:
| Rok                           | 2004   | 2012   |
| ----------------------------- | ------ | ------ |
| Ludność                       | 16 049 | 17 234 |
| Gęstość zaludnienia os./km²   | 1146   | 1231   |
| Roczna zmiana liczby ludności | +0,89% | +0,89% |

## Klimat
Klimat jest tropikalny. Średnia temperatura wynosi 24°C. Najcieplejszym miesiącem jest wrzesień (26°C), a najzimniejszym miesiącem jest styczeń (22°C). Średnie opady wynoszą 2492 milimetrów rocznie. Najbardziej wilgotnym miesiącem jest maj (404 milimetrów), a najbardziej suchym miesiącem jest wrzesień (86 milimetrów).